# Asienmesterskabet i håndbold 2015 (kvinder)
Asienmesterskabet i håndbold for kvinder 2015 var den 15. udgave af asienmesterskabet i håndbold for kvinder. Turneringen blev afholdt i Jakarta i Indonesien, som var værtsland for anden gang i træk.
Mesterskabet blev vundet af Sydkorea, som i finalen besejrede Japan med 36-22, og som dermed vandt den asiatiske titel for 12. gang. Bronzemedaljerne gik til Kina, som vandt over Kasakhstan i bronzekampen.
Turneringen fungerede også som den asiatiske del af kvalifikationen til VM i 2015, og holdene spillede om tre ledige pladser ved VM-slutrunden. De tre ledige VM-pladser gik derfor til de tre medaljevindere.

## Resultater

### Indledende runde
I den indledende runde er de ni hold opdelt i to grupper med fem eller fire hold. Hver gruppe spiller en enkeltturnering alle-mod-alle, og de to bedst placerede hold i hver gruppe går videre til semifinalerne.

#### Gruppe A
| Dato      | Kl.   | Kamp              | Res.      | Pause |
| --------- | ----- | ----------------- | --------- | ----- |
| 14. marts | 17:00 | Iran – Sydkorea   | 0011–6011 | 06-28 |
| 15. marts | 17:00 | Iran – Japan      | 0011–4511 | 05-24 |
| 16. marts | 15:00 | Japan – Indien    | 51–81     | 30-40 |
| 18. marts | 19:00 | Indien – Sydkorea | 010–501   | 07-28 |
| 19. marts | 15:00 | Indien – Iran     | 24–42     | 12-18 |
| 19. marts | 19:00 | Sydkorea – Japan  | 32–20     | 16-15 |

| Hold     | Kampe | Mål     | Point |
| -------- | ----- | ------- | ----- |
| Sydkorea | 3     | 142–410 | 6     |
| Japan    | 3     | 116–511 | 4     |
| Iran     | 3     | 164–129 | 2     |
| Indien   | 3     | 142–143 | 0     |

#### Gruppe B
| Dato      | Kl.   | Kamp                    | Res.      | Pause   |
| --------- | ----- | ----------------------- | --------- | ------- |
| 14. marts | 15:00 | Usbekistan – Kina       | 25–42     | 013-221 |
| 14. marts | 19:00 | Indonesien – Hongkong   | 010–391   | 02-20   |
| 15. marts | 15:00 | Usbekistan – Kasakhstan | 23–40     | 14-16   |
| 15. marts | 19:00 | Kina – Hongkong         | 1142–1100 | 24-40   |
| 16. marts | 17:00 | Kasakhstan – Indonesien | 68–50     | 32-20   |
| 16. marts | 19:00 | Hongkong – Usbekistan   | 016–351   | 16-18   |
| 18. marts | 15:00 | Kasakhstan – Hongkong   | 137–100   | 20-50   |
| 18. marts | 17:00 | Indonesien – Kina       | 14–61     | 03-29   |
| 19. marts | 13:00 | Indonesien – Usbekistan | 06–73     | 04-29   |
| 19. marts | 17:00 | Kina – Kasakhstan       | 29–33     | 15-19   |

| Hold       | Kampe | Mål     | Point |
| ---------- | ----- | ------- | ----- |
| Kasakhstan | 4     | 178–671 | 8     |
| Kina       | 4     | 174–731 | 6     |
| Usbekistan | 4     | 156–104 | 4     |
| Hongkong   | 4     | 176–124 | 2     |
| Indonesien | 4     | 125–241 | 0     |

### Slutspil

#### Medaljekampe
Semifinalerne havde deltagelse af de fire hold, som sluttede blandt de to bedste i deres indledende gruppe.
| Dato        | Kl.   | Kamp               | Res.    | Pause   |
| Semifinaler |       |                    |         |         |
| 21. marts   | 17:00 | Sydkorea – Kina    | 42–23   | 18-91   |
| 21. marts   | 19:00 | Kasakhstan – Japan | 021–371 | 011-171 |
| Bronzekamp  |       |                    |         |         |
| 23. marts   | 15:00 | Kina – Kasakhstan  | 28–25   | 18-91   |
| Finale      |       |                    |         |         |
| 23. marts   | 17:00 | Sydkorea – Japan   | 36–22   | 18-81   |

#### Placeringskampe
Placeringskampene havde deltagelse af de fire hold, som sluttede som nr. 3 eller 4 i deres indledende gruppe.
| Dato               | Kl.   | Kamp                | Res.    | Pause |
| Semifinaler        |       |                     |         |       |
| 21. marts          | 13:00 | Iran – Hongkong     | 122–140 | 12-41 |
| 21. marts          | 15:00 | Usbekistan – Indien | 45–22   | 17-71 |
| Kamp om 7.-pladsen |       |                     |         |       |
| 22. marts          | 17:00 | Hongkong – Indien   | 22–28   | 10-17 |
| Kamp om 5.-pladsen |       |                     |         |       |
| 22. marts          | 15:00 | Iran – Usbekistan   | 018–301 | 10-16 |

### Samlet rangering
| Plac.  | Hold       |
| ------ | ---------- |
| Guld   | Sydkorea   |
| Sølv   | Japan      |
| Bronze | Kina       |
| 4.     | Kasakhstan |
| 5.     | Usbekistan |
| 6.     | Iran       |
| 7.     | Indien     |
| 8.     | Hongkong   |
| 9.     | Indonesien |